# Ranina scabra
Ranina scabra is een krabbensoort uit de familie Raninidae. De wetenschappelijke naam is gepubliceerd door Fabricius.